# Гжибово (Цехановський повіт)
Гжибово (пол. Grzybowo) — село в Польщі, у гміні Регімін Цехановського повіту Мазовецького воєводства.
Населення — 462 особи (2011).
У 1975-1998 роках село належало до Цехановського воєводства.

## Демографія
Демографічна структура станом на 31 березня 2011 року:
|          | Загалом | Допрацездатний вік | Працездатний вік | Постпрацездатний вік |
| -------- | ------- | ------------------ | ---------------- | -------------------- |
| Чоловіки | 232     | 41                 | 170              | 21                   |
| Жінки    | 230     | 48                 | 134              | 48                   |
| Разом    | 462     | 89                 | 304              | 69                   |